# Bang Bang Baby
Bang Bang Baby är den brittiske sångaren Eddy Huntingtons debutalbum, utgivet den 6 mars 1989 via skivbolaget ZYX.

## Låtlista
| 1. | "Hey Señorita"        | 3:47 |
| 2. | "Physical Attraction" | 4:20 |
| 3. | "God is Love"         | 4:23 |
| 4. | "Meet My Friend"      | 3:33 |
| 5. | "Romeo"               | 3:50 |

| 1. | "Bang Bang Baby"          | 4:00 |
| 2. | "May Day"                 | 4:31 |
| 3. | "U.S.S.R."                | 3:53 |
| 4. | "Take A Look In My Heart" | 4:00 |
| 5. | "Up & Down"               | 3:32 |